# Daniel Cohen (économiste)
Pour les articles homonymes, voir Daniel Cohen et Cohen.
Ne doit pas être confondu avec Élie Cohen (économiste).
Daniel Cohen, né le 16 juin 1953 à Tunis et mort le 20 août 2023 dans le 15e arrondissement de Paris, est un économiste français, professeur des universités, spécialiste de la dette souveraine.

## Biographie

### Origines
Daniel Cohen est né le 16 juin 1953 à Tunis d'une mère pharmacienne et d'un père médecin,,.

### Études
Daniel Cohen, après une formation au cours La Bruyère à Saint-Didier-en-Velay[réf. souhaitée], intègre l'École normale supérieure de la rue d'Ulm en 1973. Il y reste jusqu'en 1976, date à laquelle il obtient l'agrégation de mathématiques. Il poursuit ses études à l'université Paris-Nanterre avec un doctorat de 3e cycle de sciences économiques, qu'il obtient en 1979. En 1986, il obtient un doctorat d'État de sciences économiques, également à l'université Paris-Nanterre. Parallèlement, il séjourne à l'université Harvard comme professeur invité (1981-1982 et 1983-1984).
En 1988, il obtient l'agrégation des facultés de droit et de sciences économiques.

### Carrière
Daniel Cohen est professeur d'économie à l'École normale supérieure de la rue d'Ulm (section mathématiques), vice-président à sa fondation, et président depuis 2021 de l'PSE - École d'économie de Paris, et directeur du Centre pour la recherche économique et ses applications (CEPREMAP). Il fut notamment membre du Conseil d’analyse économique (CAE) auprès du Premier ministre entre 1997 et 2012. 
Spécialiste de la dette souveraine, il est conseiller à la banque Lazard,, avec laquelle il a conseillé le Premier ministre grec Giórgos Papandréou et le président équatorien Rafael Correa pour la renégociation de la dette de leurs pays. Il a participé, avec la Banque mondiale, à l'Initiative pays pauvres très endettés (initiative PPTE).
Daniel Cohen se définit comme un « économiste pragmatique ».

### Activités médiatiques et politiques
Chroniqueur à Libération, puis au Monde, et enfin à L'Obs, Daniel Cohen a été membre du conseil de surveillance du Monde de 2010 à 2021,. Il est président du conseil scientifique de la fondation Jean-Jaurès.
Il a présenté sur France 2, le 11 janvier 2011, avec Erik Orsenna et Pierre Arditi, Fric, krach et gueule de bois : le roman de la crise, un magazine résumant l'histoire économique depuis les années 1970.
Il a rejoint en juillet 2011 l'équipe de campagne de Martine Aubry pour l'élection présidentielle de 2012, chargé, avec Pierre-Alain Muet, du sujet « Économie-Finances-G20 »,.
Sur le plateau de LCP - Assemblée nationale, il reconnaît, en décembre 2011, être l'un des soutiens et des conseillers économiques de François Hollande. Lors de la présidentielle de 2012, il signe l'appel des économistes en soutien à celui-ci. Il soutient Benoît Hamon à l'élection présidentielle de 2017,.

### Mort
Il meurt des suites d'une maladie du sang le 20 août 2023 à l’âge de 70 ans à l’hôpital Necker situé dans le 15e arrondissement de Paris.

## Œuvre

### Articles
Selon RePEc, Daniel Cohen a publié 50 articles dans des revues à comité de lecture. Il totalise près de 1600 citations et son indice h est de 16. La revue dans laquelle il a le plus publié (8 articles) est l'European Economic Review, dont le facteur d'impact est de 1.744.

### Ouvrages
Au fil de ses ouvrages, Daniel Cohen analyse les transformations du capitalisme contemporain sous différents aspects, mêlant analyses historiques et économiques. Ses ouvrages ont tous été traduits en anglais (ils ont été édités par MIT Press aux États-Unis) et dans une dizaine d’autres langues. Le magazine Choice a désigné Globalization and Its Enemies comme l’Outstanding Academic Title de l’année 2006.
- Richesse du monde, pauvretés des nations (1997) examine la montée des inégalités, en soulignant le rôle accru de l'endogamie sociale à travers le concept « d'appariements sélectifs ». Denis Clerc, d'Alternatives économiques, résume ainsi la thèse centrale de ce livre : « La troisième révolution industrielle est en cours. Et cette troisième révolution fonctionne selon le mécanisme des appariements : les bons vont avec les bons, les autres tentent de se débrouiller et se retrouvent souvent sur le côté du chemin[22]. »
- Nos temps modernes (2000) analyse pourquoi « le stress devient le mode de régulation de la société post-fordiste » et oppose aux théories de la fin du travail l'idée de travail sans fin[23].
- La Mondialisation et ses ennemis (2004) reprend l'opposition entre les théories économiques de la division du travail et les théories historiques de Fernand Braudel fondées sur l'opposition centre-périphérie. En faveur des thèses braudéliennes, Daniel Cohen montre que « les pauvres sont moins exploités qu'oubliés et marginalisés[24]. » Mais il donne également à voir comment les nouvelles technologies de l'information tendent à créer un horizon d'attente partagé, qui ne tient pas ses promesses et aiguise les frustrations.
- Trois leçons sur la société post-industrielle (2006) résume ses précédentes analyses, en soulignant les enjeux sociaux de la sortie de la société industrielle : « À l'image de la société féodale, la société industrielle du XXe siècle lie un mode de production et un mode de protection. Elle scelle l'unité de la question économique et de la question sociale… ». Pour Daniel Cohen, nous vivons aujourd'hui « la fin de la solidarité qui était inscrite au cœur de la firme industrielle ».
- La Prospérité du vice, Une introduction (inquiète) à l'économie (2009) propose une fresque historique, du Néolithique à nos jours, par laquelle il montre que l'avènement du capitalisme marque le passage d'un monde gouverné par la loi de Malthus à un autre gouverné par le paradoxe d'Easterlin[25]. La loi de Malthus bloque la croissance du revenu par tête, en raison de la démographie, alors que le paradoxe d'Easterlin montre que la richesse ne contribue pas à élever le bonheur individuel.
- Chroniques d'un krach annoncé (2003) est un recueil d'articles publiés par Daniel Cohen dans Le Monde, dont le titre reprend celui d'un éditorial publié en juin 2000. Dans ces articles, Daniel Cohen indique que le krach de la bulle Internet était inéluctable[26].
- Homo Economicus, prophète (égaré) des temps nouveaux (2012) précise le fonctionnement du paradoxe d'Easterlin. Daniel Cohen plaide, dans cet ouvrage, pour un rééquilibrage de la coopération sur la compétition[27].
- Le Monde est clos et le désir infini (2015)[28].

Avec Philippe Askenazy, Daniel Cohen a par ailleurs coordonné plusieurs ouvrages offrant la publication des travaux des chercheurs du CEPREMAP, tels que Vingt-sept questions d'économie contemporaine (2008), Quinze nouvelles questions d'économie contemporaine (2010), Cinq crises (2013).

### Citation
« La société industrielle liait un mode de production et un mode de protection. Elle scellait ainsi l'unité de la question économique et de la question sociale. La “société post-industrielle”, elle, consacre leur séparation et marque l'aube d'une ère nouvelle. »

— Daniel Cohen, Trois leçons sur la société post-industrielle, Éditions du Seuil, Paris, 2006, 4e de couverture.

## Critiques
Sa fonction au sein de la banque Lazard lui est parfois reprochée comme présentant un risque de potentiel conflit d'intérêts, ; elle lui rapporterait, selon Mediapart, entre un et deux millions d'euros par an. Il a répondu, dans Le Nouvel Observateur, que cette affirmation était surévaluée « dans un gros rapport de un à dix avec la réalité ». Il a par ailleurs déclaré : 

« Mes recherches portent depuis toujours sur la dette internationale. Je prends comme un antidote à l'académisme d'être au contact des problèmes réels. »

Daniel Cohen est l'une des personnalités critiquées par le documentaire de Gilles Balbastre et Yannick Kergoat sorti en janvier 2012 Les Nouveaux Chiens de garde, lui-même tiré de l'essai homonyme de Serge Halimi paru en 1997, qui explore les collusions entre les médias français et le pouvoir politique et économique. Le film montre notamment un extrait de l'émission Face à Alain Minc présentée par Alain Minc sur la chaîne Direct 8 le 7 juin 2008, où Daniel Cohen déclare : 

« La crise financière est a priori passée. Le risque que la crise financière dérape en crise systémique où les banques tomberaient comme des dominos, ça, ça semble écarté. »

Pour l'économiste anti-libéral  Frédéric Lordon, « c'est le propre de tout ce qu'il s'est passé avec cette crise. […] Elle a pris à revers. […] C'est la démonstration à grand spectacle d'une colossale erreur. »
L'association française de critique des médias Acrimed (classée à gauche) a publié, depuis 2006, plusieurs articles critiques à son encontre.

## Publications
- Monnaie, Richesse et Dette des Nations, CNRS Éditions, 1987.
- Private Lending to Sovereign States, MIT Press, 1991.
- Les infortunes de la prospérité, Paris, Julliard, 1994, 230 p. (ISBN 2-260-01104-7, présentation en ligne). Réédition : Les infortunes de la prospérité, Paris, Julliard, coll. « Agora » (no 177), 1994, 230 p. (ISBN 2-266-07237-4).
- Richesse du monde, pauvreté des nations, Flammarion, Paris, 1997[34].
- Nos temps modernes, Flammarion, Paris, 2000[35] Prix du livre d'économie 2000.
- La Mondialisation et ses ennemis, éditions Grasset, Paris, 2004[36]
- Trois leçons sur la société post-industrielle, éditions du Seuil, Paris, 2006.
- 27 Questions d'économie contemporaine (tome 1), sous la direction de Philippe Askenazy et Daniel Cohen, éditions Albin Michel, Paris, 2008.
- La Prospérité du vice. Une introduction (inquiète) à l'économie, éditions Albin Michel, Paris, 2009[37] Daniel Cohen montre que la prospérité et l'éducation ne suffisent pas à pacifier le monde, comme en témoigne l'histoire européenne, et met en garde contre l'idée que la mondialisation suffirait aujourd'hui à pacifier les relations internationales.
- Avec Olivier Jean Blanchard, Macroéconomie, Pearson Education, 4e édition, 2010.
- 16 nouvelles questions d'économie contemporaine (tome 2), sous la direction de Philippe Askenazy et Daniel Cohen, Albin Michel, Paris, 2010.
- Homo Economicus, prophète (égaré) des temps nouveaux, Albin Michel, Paris, 2012, 280 p.  (ISBN 978-2226240293) Prix du livre d'économie 2012.
- 5 crises - 11 nouvelles questions d'économie contemporaine, sous la direction de Philippe Askenazy et Daniel Cohen, Albin Michel, 2013.
- Le monde est clos et le désir infini[38], Albin Michel, 2015  (ISBN 978-2226316745).
- Il faut dire que les temps ont changé... Chronique (fiévreuse) d’une mutation qui inquiète, Albin Michel, 2018  (ISBN 978-2-226-43744-0).
- Yann Algan, Elizabeth Beashley, Daniel Cohen et Martial Foucault, Les Origines du populisme : Enquête sur un schisme politique et social, Paris, Éditions du Seuil, coll. « La République des idées », août 2019, 208 p. (EAN 9782021428582, présentation en ligne).
- Homo numericus : La « civilisation » qui vient, 2022, Éd. Albin Michel  (ISBN 978-2226476395).
- "Une brève histoire de l’économie", 2024, Éd. Albin Michel  (ISBN 978-2226491435).

## Distinctions

### Décorations
- Officier de la Légion d'honneur. Il est promu au grade d'officier le 23 mars 2013[39]. Il était chevalier du 7 décembre 2001.
- Commandeur de l'ordre national du Mérite. Il est directement promu au grade de commandeur pour ses 39 ans de services le 19 mai 2018[40].

### Titre honorifique
- Docteur honoris causa de l'université de Mons (Belgique, octobre 2015)

### Prix
- 1987 : lauréat de l'Association française de sciences économiques
- 1987 : Special Merit Award de l’American Express
- 1997 : « Économiste de l’année », décerné par Le Nouvel Économiste
- 2000 : prix Léon-Faucher de l’Académie des sciences morales et politiques
- 2000 et 2012 : prix du livre d'économie
- 2000 : lauréat du prix européen
- 2000 : prix Synapsis du livre Mutation et travail
- 2003 : Brussels Lectures in Economics
- 2010 : prix du jury Turgot pour La prospérité du vice - Une introduction (inquiète) à l'économie